# Catoria subflavaria
Catoria subflavaria là một loài bướm đêm trong họ Geometridae.